# Obstalden
Obstalden is een plaats en voormalige gemeente in het Zwitserse kanton Glarus, en maakt sinds 1 januari 2011 deel uit van de gemeente Glarus Nord.
Obstalden ligt ten zuiden van het Walenmeer. De toenmalige gemeente Obstalden vormde samen met de gemeenten Mühlehorn en Filzbach de regio Kerenzerberg.

## Geschiedenis

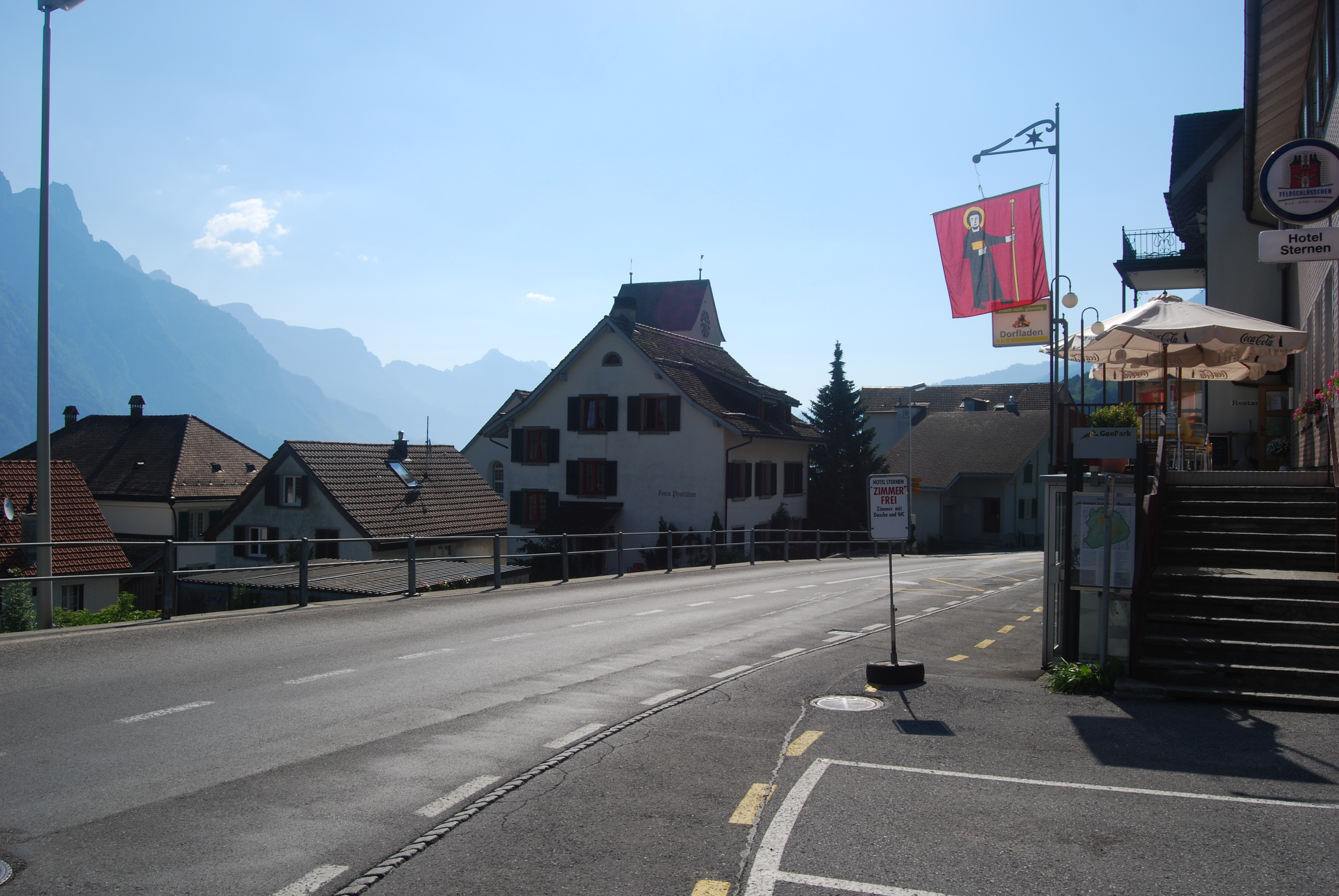
Obstalden

Obstalden is in 1887 als zelfstandige gemeente onstann door afsplitsing van de toenmalige zelfstandige gemeente Kerenzen-Mühlehorn.
- Gemeinsame Normdatei: 102681992X
- Historisch woordenboek van Zwitserland: 000781
- Virtual International Authority File: 261910165
- WorldCat: E39PBJcWvMdfmGJmXvWRbvKfMP